# Desmodium whitfordii
Desmodium whitfordii är en ärtväxtart som först beskrevs av Anton Karl Schindler, och fick sitt nu gällande namn av Leslie Pedley. Desmodium whitfordii ingår i släktet Desmodium och familjen ärtväxter. Inga underarter finns listade i Catalogue of Life.